# لنگلی (کارولینای جنوبی)
لنگلی(به انگلیسی: Langley) شهری در ایالت کارولینای جنوبی کشور ایالات متحده آمریکا است که جمعیت آن در سرشماری سال ۲۰۱۰ میلادی، ۱٬۴۴۷ نفر بوده‌است.